# Anglická občanská válka
Anglická občanská válka (angl. English Civil War) byla série ozbrojených konfliktů mezi britskými parlamentaristy, známými jako „ostříhanci“ (Roundheads), a roajalisty, přezdívanými „kavalíři“ (Cavaliers), v letech 1642–1651. Skončila vítězstvím parlamentu v bitvě u Worcesteru 3. září 1651.
Občanská válka vedla k procesu s Karlem I. Stuartem, k jeho popravě a k odchodu jeho syna Karla II. do exilu. Anglická monarchie byla nahrazena republikou (Commonwealth of England) (1649–1653) a později protektorátem (1653–1659) pod osobní vládou Olivera Cromwella. Monopol anglikánské církve byl zlomen a vítězové upevnili anglickou moc v Irsku. Pro ústavní praxi válka znamenala, že panovník mohl napříště vládnout pouze se souhlasem parlamentu.

## Pozadí

### Karel I.

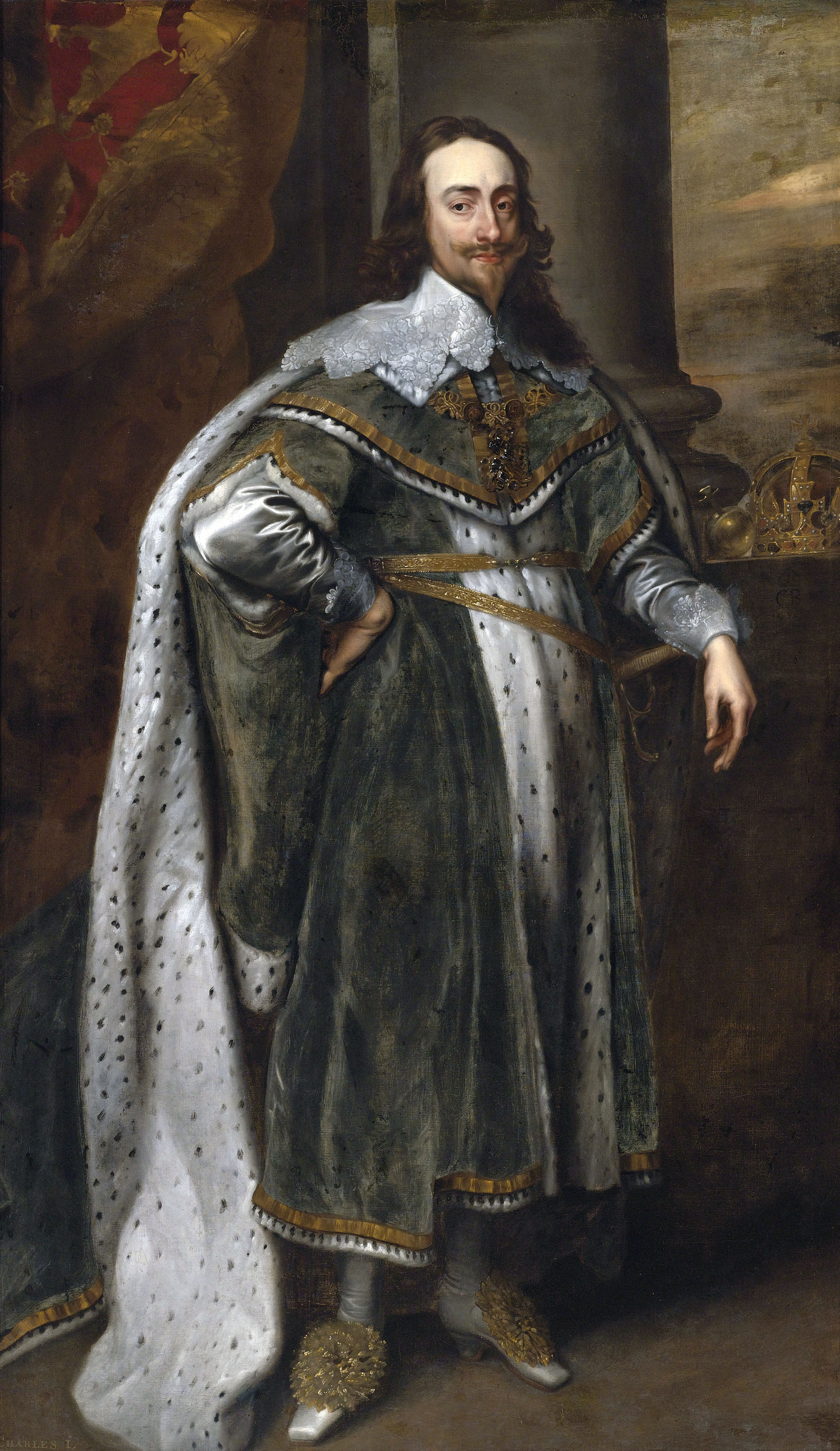
Karel I.

Když roku 1625 nastoupil na trůn Karel I., Anglie, Skotsko i Irsko prožívaly období míru. Karel I. doufal, že se mu všechna tři království podaří sjednotit, tak jak o tom snil už jeho otec Jakub I. Někteří parlamentaristé se však obávali, že takový krok by mohl mít za následek porušení tradic, které spojovaly anglickou monarchii. Vzhledem k tomu, že Karel I. sdílel přesvědčení svého otce Jakuba I. o božském původu královské moci, podezření parlamentaristů byla oprávněná.

### Postavení parlamentu
Před vypuknutím války neměl parlament ve vládním systému významnou roli, byl spíše jakýmsi poradním orgánem svolávaným panovníkem k odsouhlasení nových daní, a to jen příležitostně a na krátkou dobu. Pak jím byl opět rozpuštěn. Vybírání daní měla na starosti nižší šlechta (gentry). Angličtí králové proto potřebovali její podporu, aby mohli bez obtíží tyto dávky vybírat. Pokud šlechta výběr daní odmítla, neměl panovník žádné pravomoci, jak by ji k tomu přinutil. Parlament dovolil zástupcům nižší šlechty, aby se sešli, dohodli a poslali králi politické návrhy. Tito zástupci ale neměli žádnou moc donutit krále přijmout svoje požadavky kromě zamezení jeho příjmů.

### Obavy parlamentu a Petice za právo

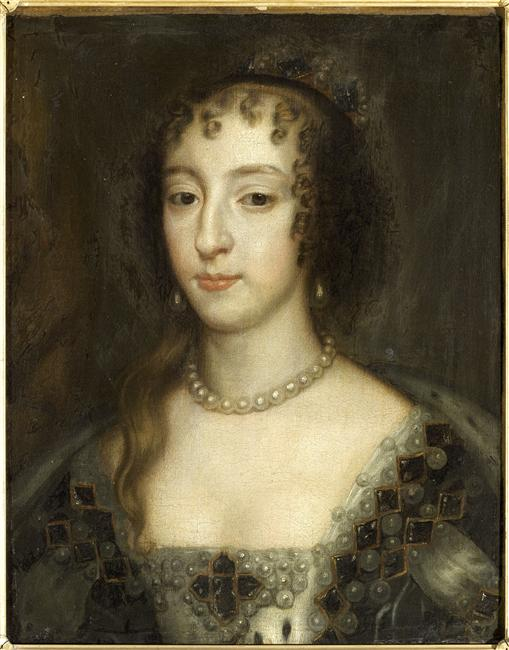
Jindřiška Marie Bourbonská

Jedním z prvních problémů Karlovy vlády bylo jeho manželství s Henriettou Marií Bourbonskou, francouzskou princeznou katolického vyznání. Svatba se konala roku 1625, krátce po Karlově nástupu na trůn. Toto manželství otevíralo možnost, že jeho děti, včetně následníka trůnu, budou vychovávány jako katolíci, což protestantskou Anglii děsilo.
Karel I. se také chtěl zapojit do konfliktů právě probíhajících na evropském kontinentu a později se zúčastnil třicetileté války (1618–1648). Zahraniční války přirozeně vyžadovaly obrovské náklady a k navýšení daní král potřeboval souhlas parlamentu. Parlament odmítl dát panovníkovi obvyklé právo vybrat cla na celou dobu jeho vlády a umožnil mu to jen na jeden rok.
Karel I. mezitím pokračoval s válkami na kontinentu. Vyslal expediční sbor, aby osvobodil francouzské hugenoty z obležení vojsky francouzského krále v La Rochelle. Do čela anglického vojska se postavil králův oblíbenec, George Villiers, vévoda z Buckinghamu. Tato výprava neuspěla a parlament podnikl kroky, které měly vést k obvinění Buckinghama z velezrady. Karel odpověděl rozpuštěním parlamentu. Protože však stále potřeboval peníze, svolal roku 1628 parlament nový (jedním z jeho členů byl i Oliver Cromwell). Tento parlament vypracoval Petici za práva (Petition of Right), která omezovala některá králova práva a naopak obhajovala výsady parlamentu. Karel ji přijal, aby získal potřebné finance.

### Období Karlovy osobní vlády
Karel I. příštích jedenáct let parlament nesvolával.
Jeho vláda byla v tomto období ovlivněna nedostatkem peněz. Proto tedy vedl mírovou politiku jak doma, tak v zahraničí. Jeho legislativní činnost byla minimální. Pokoušel se získat peníze i bez parlamentu, což častokrát způsobovalo nemalé obtíže. Upravil systém udělování patentů i monopolů a důsledněji využíval svá práva na vybírání různých pokut. Otevřelo se tak široké pole pro korupci, což vedlo k nespokojenosti.
Roku 1635 se Karel I. pokusil zvýšit své příjmy zavedením námořní daně (Ship Money). Odvolával se na starý zákon, který ukládal, že královské námořnictvo mají podporovat všechna hrabství. Tento poplatek však po staletí platila pouze přímořská hrabství, proto byl považován za daň neschválenou parlamentem, tudíž nelegální. Mnoho významných osobností ji odmítlo zaplatit. William Prynne a John Hampden byli za neuposlechnutí pokutováni, což vzbudilo vlnu nevole.
Největší odpor však vzbudila Karlova náboženská opatření mající upevnit postavení jeho i státní církve. Karel I. věřil v posvátnou podobu anglikánské církve, zvanou „vysoký anglikanismus“ (High Anglicanism), která vycházela z arminianismu. Své přesvědčení sdílel s William Laudem, arcibiskupem canterburským a svým politickým poradcem. Pod Laudovým vedením se staly náboženské rituály slavnostnější, dřevěné Stoly Páně byly například nahrazeny kamennými oltáři.
Puritáni Lauda obvinili, že se snaží znovunastolit katolictví. Ten však nechal nespokojence zatknout a roku 1637 několika z nich dokonce uříznout uši. Byly obnoveny výnosy královny Alžběty I., které ukládaly všem povinnou účast na anglikánských obřadech. Puritáni odmítající chodit do anglikánských kostelů museli platit pokuty.
Karlova samostatná vláda skončila, když se pokusil zavést své náboženské reformy ve Skotsku. Skotská církev byla dlouho nezávislá, avšak Karel I. chtěl sjednotit náboženské obřady v celé zemi. V létě roku 1637 zavedl ve Skotsku novou verzi Knihy modliteb (Common Prayer Book). V Edinburghu vypukly pouliční nepokoje. V únoru 1638 formulovali Skotové své stížnosti v tzv. Slavné dohodě (National Covenant), kde stálo, že se žádné změny nesmějí provádět bez souhlasu svobodných parlamentů a církevních shromáždění. Shromáždění skotské církve se sešlo v Glasgow v listopadu 1638. Odmítlo Knihu modliteb a prohlásilo úřad biskupa za nezákonný. Karel I. požadoval odvolání těchto usnesení, ale Skoti to odmítli. Obě strany se začaly připravovat k boji. Karel I. doprovázel svá vojska ke skotským hranicím na jaře 1639. Po nerozhodném tažení se však rozhodl podepsat tzv. berwickou mírovou smlouvu (Pacification of Berwick). Válka biskupů pokračovala i v létě roku 1640 (druhá válka biskupů). Král byl poražen. Vzdal se práva zasahovat do skotských církevních záležitostí a zaplatil Skotům válečné výlohy.

### Opětovné svolání parlamentu
Aby potlačil rebely ve Skotsku, požádal Karel I. o peníze parlament nově zvolený roku 1640. Většina jeho členů vedená Johnem Pymem toho využila ke kritice krále a jeho zásahu ve Skotsku. Na tento zločin proti majestátu král odpověděl rozpuštěním parlamentu. Vzhledem k tomu, že tento parlament zasedal pouze několik týdnů, dostal označení „krátký“ (Short Parliament).
Karel I. pak znovu zaútočil na Skotsko, ale byl poražen. Skoti vtrhli do Anglie a okupovali Nothumberland a Durham.
Mezitím se podařilo dalšímu Karlovu významnému poradci, Thomasu Wenthworthovi, získat post místokrále v Irsku (1632) a přesvědčit irskou nižší šlechtu, aby zaplatila nové daně, protože jí na oplátku slíbil náboženské ústupky. Karel ho povolal zpět do Anglie a roku 1640 mu udělil titul hraběte ze Straffordu. Jeho úkolem bylo získat na svou stranu i Skoty, ale neuspěl. Skoti obsadili severní Anglii a Karel I. jim musel platit, aby nepostupovali dále.
Karel I. se ocitl v kritické finanční situaci, protože jako král Skotska i Anglie musel platit obě vojska. Na radu Sněmovny lordů (Magnum Concilium, bez účasti Dolní sněmovny) se rozhodl svolat parlament na listopad roku 1640.

### Dlouhý parlament
Nový parlament (Long Parliament) byl však vůči králi ještě více nepřátelský než ten předešlý. Do jeho čela se postavili John Pym a John Hampden. Karel I. byl kritizován a nakonec donucen přijmout některé ústupky parlamentu. Bylo ustanoveno, že parlament se má scházet alespoň jednou za tři roky, aniž by jej král musel svolávat, dále král nesměl bez souhlasu parlamentu ukládat daně. Parlament měl také právo dohlížet na královy ministry. A konečně král ztratil právo rozpouštět parlament bez jeho souhlasu. Parlament se pokusil vyhnout konfliktu a vyhlásil, aby každý dospělý v zemi podepsal The Protestation (prohlášení), listinu slibující věrnost králi a anglikánské církvi.
Roku 1641 byl hrabě Strafford uvězněn v Toweru a obviněn ze zrady. Nepodařilo se ho však usvědčit, proto se Dolní sněmovna rozhodla uplatnit Bill of Attainder, zákon o ztrátě cti a občanských práv. V takovém případě totiž nebylo zapotřebí rozhodnutí soudu, ale pouhý souhlas krále. Král to však odmítl. Strafford, aby zabránil hrozící válce, pak králi sám napsal a požádal o přehodnocení tohoto rozhodnutí. Král tak učinil a Strafford byl v květnu 1641 popraven.
Ale Straffordova oběť zemi před konfliktem nezachránila, právě naopak, Anglii k válce odsoudila. Během několika měsíců povstali irští katolíci z obavy před obnovením protestantské moci. Začaly kolovat zvěsti, že král Iry podporuje, což nahrávalo puritánům z Dolní sněmovny kritizujícím krále.
V lednu 1642 se Karel I. pokusil zatknout pět členů Dolní sněmovny a obvinit je ze zrady. Když vstoupil se svými vojáky do parlamentu a požádal předsedajícího (Speaker) Williama Lenthalla o jejich vydání, byl odmítnut. Lenthall prohlásil, že více než služebníkem krále je služebníkem parlamentu. Karlův pokus tak skončil neúspěchem.

## První občanská válka

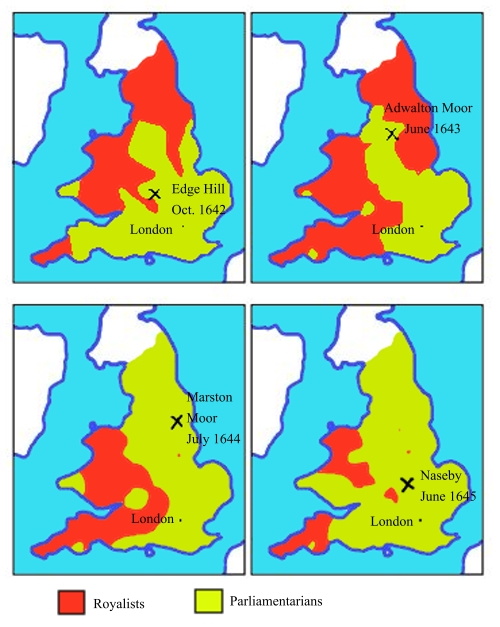
Mapa oblastí ovládaných roajalisty (červená) a parlamentaristy (zelená), 1642–1645

Několik dnů po této události opustil Karel I. z bezpečnostních důvodů Londýn. Další korespondence s parlamentem nepřinesla žádné výsledky. Města vyjadřovala sympatie buď jedné, nebo druhé straně. Například posádka města Portsmouth se přidala na stranu krále. Naopak, když se král pokusil získat zbraně v městečku Kingston upon Hull, vojenský velitel sir John Hothman, jmenovaný parlamentem, mu je odmítl vydat. Karel I. jej chtěl uvěznit pro zradu, ale nebyl schopen své rozhodnutí prosadit.
Během léta roku 1642 rostlo v zemi napětí, na mnoha místech docházelo k násilí. Prvního mrtvého zaznamenali v Manchesteru.
Zpočátku zůstávala většina země neutrální, i když Královské námořnictvo a většina anglických měst stranila parlamentu a venkovské oblasti naopak králi.
Válka se šířila rychle a nakonec se jí účastnily všechny vrstvy tehdejší společnosti. Mnoho oblastí se pokoušelo zachovat si neutralitu, někde se vytvořily skupiny (Clubmen), které chránily svůj kraj před útoky obou armád. Jejich pokusy ovšem nebyly často příliš úspěšné. Král a jeho přívrženci na straně jedné si mysleli, že bojují za tradiční vládu v církvi a státu. Na straně druhé většina parlamentaristů pozvedla zbraně na obhajobu toho, co považovali za tradiční rovnováhu moci v církvi a státu. Tato však byla narušena královými špatnými poradci během jedenácti let jeho osobní vlády. Členové parlamentu nebyli jednotní. Někteří bezmezně podporovali krále, v jednu chvíli během války jich bylo více než jejich protivníků, a jiní zastávali zásadní reformy jako náboženskou nezávislost a přerozdělení moci.
Po zklamání u Hallu se Karel přesunul do Nottinghamu, později do Staffordu a pak do Shrewsbury, protože se zdálo, že ho významně podporují oblasti kolem údolí řeky Severn a severního Walesu.
Parlamentaristé si mezitím zabezpečovali strategická města, jejichž velení svěřovali svým sympatizantům. Do čela armády byl postaven Robert Devereux, hrabě z Essexu.
Essex se vydal na sever, po cestě se mu dařilo verbovat další vojáky. Umístil armádu na severu oblasti Cotswolds, na místě strategicky významném – mezi roajalisty a Londýnem. Bylo jen otázkou času, kdy se průzkumné oddíly znepřátelených stran setkají. To se také stalo v první větší šarvátce občanské války. Jezdecký oddíl pod velením prince Ruperta Falckého, syna Fridricha Falckého a Alžběty Stuartovny, porazil jízdu pod vedením Johna Browna nedaleko města Worcester v září 1642.

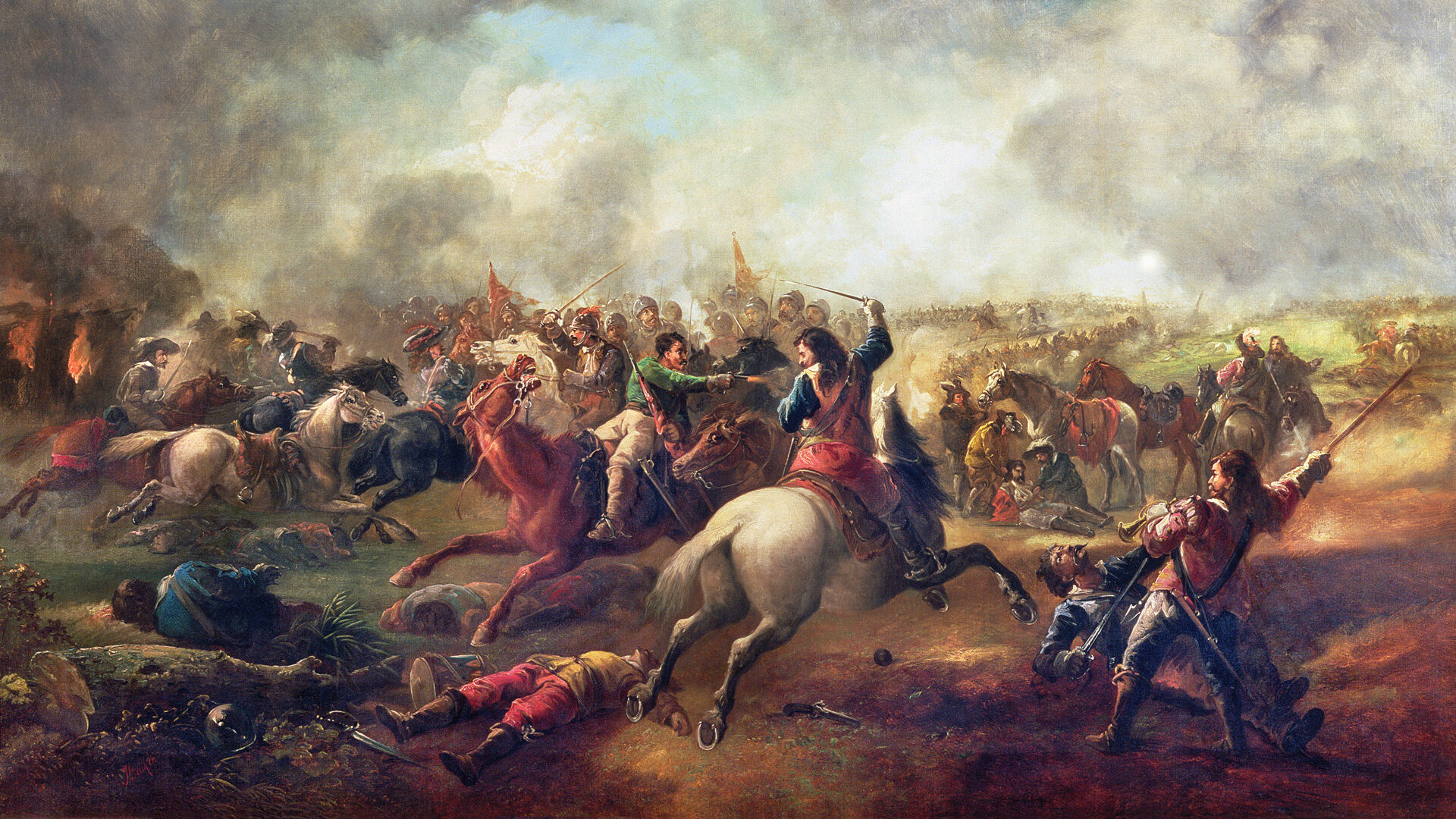
Obraz zachycující výjevy z bitvy u Marston Mooru.

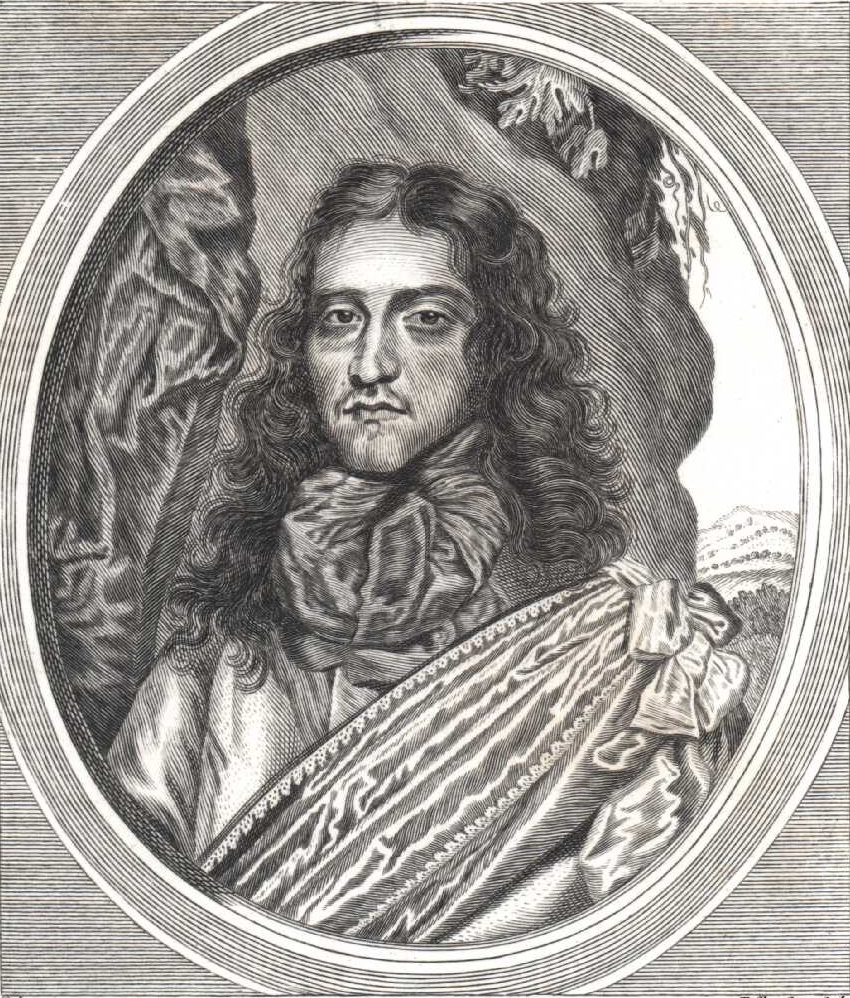
Rupert Falcký

Rupert se stáhl do Shrewsbury, kde válečná rada projednávala další postup. Nabízela se dvě řešení: buď se vydají směrem k Essexově nové pozici u Worcesteru, nebo potáhnou na Londýn, v čemž jim nyní nebránilo Essexovo vojsko. Rada se rozhodla vyrazit k Londýnu. Ovšem případná srážka s Essexem nebyla zamítnuta, protože velitelé se obávali, aby jeho síly ještě nevzrostly. Essex se podle očekávání vydal za roajalistickou armádou.
Obě vojska se setkala 23. října 1642 v bitvě u Edgehill. Její výsledek byl však nerozhodný a obě strany si nárokovaly vítězství. Po akci u Turnahm Green se Karel stáhl do Oxfordu, který sloužil jako jeho základna po zbytek války.
Roku 1643 zformoval Oliver Cromwell svůj oddíl (Ironsides). Tito disciplinovaní vojáci prokázali jeho schopnosti vojenského velitele a pomohli mu zvítězit u Gainsborough.
Začátek války byl úspěšnější pro roajalisty. Situace se však obrátila na konci léta roku 1643, kdy Essexova armáda donutila Karla ukončit obléhání Gloucesteru. 20. září byl král poražen v první bitvě u Newbury. Sám odjel do Oxfordu, zatímco Essex se triumfálně vrátil do Londýna. Karel I. se dohodnul na spolupráci s Iry a parlamentaristé jednali se Skoty.
S jejich podporou pak parlament vyhrál bitvu u Marston Moor (2. července 1644) a získal tak na svou stranu York a sever Anglie.
Roku 1645 parlament opět potvrdil svoje odhodlání vést válku až do konce. Byl odhlasován zákon zvaný Self-denying Ordinance, ve kterém se členové obou parlamentních komor vzdali vojenského velení. Vojsko bylo reorganizováno a vznikla Armáda nového typu (New Model Army), v jejímž čele stál sir Thomas Fairfax a Oliver Cromwell jako zástupce velitele. Ve dvou dalších bitvách – u Naseby a Langportu – byla Karlova vojska zničena.
Karel I. se pokusil získat stabilní podporu a upevňoval svoji pozici v oblasti Midlands. Jeho hlavními opěrnými body se staly Oxford a Newark on Trent v Nottinghamshire. Roku 1646 se uchýlil pod ochranou Skotů do Southwellu v Nottinghamshire. První občanská válka skončila.

## Druhá občanská válka
Karel I. se pokusil dohodnout se Skoty a roku 1647 jim nabídl novou církevní reformu. Ačkoliv Karel sám zůstával vězněm Skotů, vedla tato dohoda k druhé občanské válce.
V létě roku 1648 došlo k sérii roajalistických povstání a skotské invazi. Oddíly věrné parlamentu potlačily většinu anglických povstání bez velkých obtíží, avšak povstání v Kentu, Essexu a Cumberlandu, vzpoura ve Walesu a skotská invaze vedly ke krvavým bitvám a dlouhým obléháním.
Rozhodující bitva se odehrála v srpnu 1648 u Prestonu v Lancashire. Cromwellovy oddíly porazily roajalisty a tím byla ukončena druhá občanská válka.
Karlova zrada přiměla parlament zvažovat, zdali se má vůbec znovu ujmout vlády. Ustanovil se zvláštní soud, který obvinil Karla ze zrady. Král byl shledán vinným a 30. ledna 1649 popraven.

## Třetí občanská válka

### Irsko
Od povstání roku 1641 se Irsko trvale zmítalo ve válce. Většina ostrova byla pod kontrolou Irské katolické konfederace. Konfederace, kterou po zatčení Karla I. roku 1648 ohrožovala vojska parlamentu, podepsala spojeneckou smlouvu s anglickými roajalisty. Do čela takto vzniklé spojenecké armády se postavil markýz z Ormondu. V srpnu roku 1649 se v Irsku vylodil Oliver Cromwell se svým vojskem, rozhodnutý spojence porazit.
Markýz z Ormondu obsadil Droghedu a Wexford. Oliver Cromwell tato města oblehl a dobyl. Během masakru zemřelo téměř 3500 lidí, z toho asi 2700 roajalistických vojáků a všichni ozbrojení muži ve městě, včetně civilistů, vězňů a katolických kněží. Tato událost se hluboce vryla do irské paměti a byla jednou z příčin irsko-anglické a katolicko-protestantské nevraživosti během posledních tří století. Události v Droghedě a Wexfordu jsou spíše symbolem irského vnímání Cromwellovy krutosti, protože následným bojům a partyzánské válce padlo za oběť mnohem více lidí. Dobývání Irska vojsky parlamentu trvalo až do roku 1653, kdy se vzdaly poslední oddíly Irské katolické konfederace a roajalistů. Odhaduje se, že během války až 30 % irské populace zahynulo nebo odešlo do exilu. Téměř všechna půda patřící irským katolíkům byla po dobytí zkonfiskována a rozdělena mezi věřitele a vojáky parlamentu a Angličany, kteří se v Irsku usadili ještě před válkou.

### Skotsko
Poprava Karla I. změnila průběh občanské války ve Skotsku, kterou proti sobě vedli roajalisti a stoupenci covenantu od roku 1644. Boje ustávaly a vůdce roajalistů markýz z Montrose odešel do exilu. Brzy se však vrátil, aby bojoval za Karla II., byl však zrazen a v květnu 1650 popraven.
Karel II., syn popraveného krále, se mezitím dohodl se stoupenci covenantu, kteří se obávali o náboženskou svobodu presbyteriánů, pokud by se Skotsko začlenilo do Commonwealthu.
V červnu roku 1650 se Karel II. vylodil ve Skotsku. Skotští roajalisti spojení s přívrženci covenantu byli novou hrozbou pro Olivera Cromwella.
Ten se tedy okamžitě vydal do Skotska a oblehl Edinburgh. Kvůli nedostatku zásob však obléhaní vzdal a stáhl se k městečku Dunbar. Skotská armáda v čele s Davidem Lesliem se mu pokusila odříznout cestu, avšak byla poražena 3. září 1650 v bitvě u Dunbaru. Cromwell se pak zmocnil Edinburghu a do konce roku už měl pod kontrolou většinu jižního Skotska.
Karel II. táhl v čele skotské armády do Anglie pronásledován Cromwellem. Generál George Monck dokončil parlamentaristické tažení ve Skotsku, když obsadil Stirling a Dundee. Během roku 1652 byly zbytky roajalistického odporu rozprášeny a Skoti získali 30 míst v londýnském parlamentu.

### Anglie
Podpora roajalistů v Anglii nebyla tak silná, jak Karel II. doufal. 3. září 1651 se Karlova armáda utkala s Cromwellovou Armádou nového typu a anglickou domobranou v bitvě u Worchesteru a byla drtivě poražena. Karel II. byl nucen tajně prchnout ze země.

## Následky
Odhaduje se, že během války ztratily Anglie, Skotsko a Irsko asi 10 % obyvatelstva. Jak to bylo v této době obvyklé, zahynulo následkem nemocí více lidí než následkem bojů.
V letech 1649–1653 a 1659–1660 byla Anglie (a později i Skotsko a Irsko) republikou. Od roku 1653 do roku 1658 vládl v zemi (protektorátu) Oliver Cromwell jako lord protektor. Parlament se v této době zmítal ve vnitřních bojích. Po Cromwellově smrti roku 1658 nastoupil jeho syn Richard Cromwell.
Tomu se však nepodařilo získat důvěru armády a po sedmi měsících vlády byl svržen. V květnu 1659 byl znovu svolán Kusý parlament, avšak kvůli sporům s vojskem byl v říjnu roku 1659 opět rozpuštěn.
V této situaci zasáhl generál Monck, opustil se svou armádou Skotsko a vydal se na jih. 4. dubna 1660 zveřejnil Karel II. podmínky pro přijetí koruny v dokumentu zvaném Bredská deklarace. Generálu Monckovi se podařilo zorganizovat nový parlament, který 8. května prohlásil, že král Karel II. podle zákona vládl od popravy svého otce Karla I. v lednu 1649. Karel II. se vrátil z exilu v květnu roku 1660 a byl nadšeně přijat za krále. 23. dubna 1661 byl ve Westminsterském opatství korunován. Tyto události vešly do dějin jako restaurace Stuartovců.
Tím, že občanská válka byla ukončena obnovením monarchie se souhlasem parlamentu, vydaly se Anglie a Skotsko na cestu k nastolení konstituční monarchie jako formy vlády. Později, roku 1707, tento systém vedl ke spojení těchto dvou království.